# Lijst van finalisten van de UEFA Champions League
Dit is een lijst van finalisten van de UEFA Champions League. Ook wisselspelers staan in de lijst.

## A
- Christian Abbiati (2003, 2005)
- Francesco Acerbi (2025)
- Éric Abidal (2011)
- Emmanuel Adebayor (2004)
- Karim Adeyemi (2024)
- Adrián (2014)
- Adriano (2011, 2015)
- Ibrahim Afellay (2011)
- Daniel Agger (2007)
- Sergio Agüero (2021)
- Pablo Aimar (2001)
- Manuel Akanji (2023)
- Nathan Aké (2021, 2023)
- David Albelda (2000, 2001)
- Carlos Alberto (2004)
- David Alaba (2013, 2020, 2022, 2024)
- Jordi Alba (2015)
- Demetrio Albertini (1993, 1994, 1995)
- Toby Alderweireld (2014, 2019)
- Alex (2008)
- Trent Alexander-Arnold (2018, 2019, 2022)
- Dmitri Alenitsjev (2004)
- Alisson (2019, 2022)
- Dele Alli (2019)
- Manuel Almunia (2006)
- Marcos Alonso (2021)
- Xabi Alonso (2005, 2007)
- Hamit Altıntop (2010)
- Julián Álvarez (2023)
- Dani Alves (2011, 2015, 2017)
- José Emilio Amavisca (1998)
- Massimo Ambrosini (2003, 2007)
- Guillermo Amor (1994)
- Nicola Amoruso (1997, 1998)
- Anderson (2008, 2009, 2011)
- Patrik Andersson (2001)
- Nicolas Anelka (2000, 2008)
- Jocelyn Angloma (1993, 2000, 2001)
- Miguel Ángel Angulo (2000)
- Daniel Aranzubia (2014)
- Álvaro Arbeloa (2007, 2014)
- Marko Arnautović (2025)
- Kepa Arrizabalaga (2021, 2024)
- Kwadwo Asamoah (2017)
- Marco Asensio (2017, 2018, 2022)
- Kristjan Asllani (2023, 2025)
- Carlos Augusto (2025)
- Fábio Aurélio (2001)
- Serge Aurier (2019)
- Roberto Ayala (2001)
- César Azpilicueta (2021)

## B
- Markus Babbel (1999)
- Marko Babić (2002)
- Holger Badstuber (2010)
- Vítor Baía (2004)
- José Bakero (1994)
- Mitchel Bakker (2020)
- Gareth Bale (2016, 2017, 2018, 2022)
- Elvir Baljić (2000)
- Michael Ballack (2002, 2008)
- Mario Balotelli (2010)
- Rubén Baraja (2001)
- Bradley Barcola (2025)
- Nicolò Barella (2023, 2025)
- Franco Baresi (1993, 1995)
- Milan Baroš (2005)
- Fabien Barthez (1993)
- Marc Bartra (2015)
- Jorge Bartual (2000)
- Andrea Barzagli (2015, 2017)
- Mario Basler (1999)
- Marco van Basten (1993)
- Alessandro Bastoni (2023, 2025)
- Yıldıray Baştürk (2002)
- David Beckham (1999)
- Txiki Begiristain (1994)
- Craig Bellamy (2007)
- Raoul Bellanova (2023)
- Juliano Belletti (2006, 2008)
- Jude Bellingham (2024)
- Lucas Benardi (2004)
- Medhi Benatia (2017)
- Sven Bender (2013)
- Karim Benzema (2014, 2016, 2017, 2018, 2022)
- Lucas Beraldo (2025)
- Dimitar Berbatov (2002, 2009)
- Dave van den Bergh (1996)
- Dennis Bergkamp (2006)
- Juan Bernat (2020)
- Ryan Bertrand (2012)
- Alessandro Birindelli (1998, 2003)
- Igor Bišćan (2005)
- Yann Bisseck (2025)
- Jakub Błaszczykowski (2013)
- Danny Blind (1995, 1996)
- Jesper Blomqvist (1999)
- Jérôme Boateng (2012, 2013, 2020)
- Zvonimir Boban (1994, 1995)
- Frank de Boer (1995, 1996)
- Ronald de Boer (1995, 1996)
- Winston Bogarde (1995, 1996)
- Alen Bokšić (1993, 1997)
- Basile Boli (1993)
- Mark van Bommel (2006, 2010)
- Leonardo Bonucci (2015, 2017)
- José Bosingwa (2004), 2012)
- Julian Brandt (2024)
- Claudio Bravo (2015)
- Thomas Brdarić (2002)
- Rhian Brewster (2019)
- Cristian Brocchi (2003, 2007)
- Giovanni van Bronckhorst (2006)
- Wes Brown (1999, 2008)
- Marcelo Brozović (2023)
- Gianluigi Buffon (2003, 2015, 2017)
- Marcin Bułka (2020)
- Carles Busquets (1994)
- Sergio Busquets (2009, 2011, 2015)
- Hans-Jörg Butt (2002, 2010, 2012)
- Nicky Butt (1999)
- Daniel Van Buyten (2010, 2012, 2013)
- Jamie Bynoe-Gittens (2024)

## C
- Willy Caballero (2021)
- Martín Cáceres (2009)
- Cafú (2005, 2007)
- Gary Cahill (2012)
- Hakan Çalhanoğlu (2023, 2025)
- Eduardo Camavinga (2022, 2024)
- Esteban Cambiasso (2010)
- Mauro Camoranesi (2003)
- Sol Campbell (2006)
- Iván Campo (2000)
- Emre Can (2018, 2024)
- João Cancelo (2021)
- Santiago Cañizares (1998, 2000, 2001)
- Angelo Carbone (1994)
- Amedeo Carboni (2001)
- John Carew (2001)
- Juan Carlos (1994)
- Roberto Carlos (1998, 2000, 2002)
- Jamie Carragher (2005, 2007)
- Yannick Carrasco (2016)
- Michael Carrick (2008, 2009, 2011)
- Scott Carson (2005, 2021, 2023)
- Dani Carvajal (2014, 2016, 2017, 2018, 2022, 2024)
- Ricardo Carvalho (2004, 2008)
- Casemiro (2016, 2017, 2018, 2022)
- Kiko Casilla (2016, 2017, 2018)
- Iker Casillas (2000, 2002, 2014)
- Bernard Casoni (1993)
- Dani Ceballos (2022, 2024)
- Petr Čech (2008, 2012)
- Júlio César (2010)
- Stéphane Chapuisat (1997)
- Giorgio Chiellini (2017)
- Ben Chilwell (2021)
- Antonio Chimenti (2003)
- Cristian Chivu (2010)
- Eric Maxim Choupo-Moting (2020)
- Andreas Christensen (2021)
- Djibril Cissé (2005)
- Édouard Cissé (2004)
- Gaël Clichy (2006)
- Nathaniel Clyne (2018)
- Fábio Coentrão (2014)
- Andy Cole (1999)
- Ashley Cole (2006, 2008, 2012)
- Joe Cole (2008)
- Kingsley Coman (2015, 2020)
- Flávio Conceição (2002)
- Antonio Conte (1996, 1998, 2003)
- Diego Contento (2010, 2012)
- Alex Cordaz (2023)
- Iván Córdoba (2010)
- Ángel Correa (2016)
- Joaquín Correa (2023)
- Diego Costa (2014)
- Jorge Costa (2004)
- Ricardo Costa (2004)
- Rui Costa (2003, 2005)
- Alessandro Costacurta (1993, 1995, 2003, 2005)
- Costinha (2004)
- Thibaut Courtois (2014, 2022, 2024)
- Philippe Coutinho (2020)
- Hernán Crespo (2005)
- Peter Crouch (2007)
- Juan Cuadrado (2017)
- Carlo Cudicini (1993, 2008)
- Michaël Cuisance (2020)

## D
- Ali Daei (1999)
- Colin Dagba (2020)
- Danilo D'Ambrisio (2023)
- Danilo (2016, 2017)
- Dante (2013)
- Matteo Darmian (2023, 2025)
- Edgar Davids (1995, 1996, 1998, 2003)
- Alphonso Davies (2020)
- Ben Davies (2019)
- Wolfgang de Beer (1997)
- Kevin De Bruyne (2021, 2023)
- Deco (2004, 2006)
- Alessandro Del Piero (1996, 1997, 1998, 2003)
- Ousmane Dembélé (2025)
- Martín Demichelis (2010)
- Derlei (2004)
- Marcel Desailly (1993, 1994, 1995)
- Didier Deschamps (1993, 1996, 1997, 1998, 2001)
- Vikash Dhorasoo (2005)
- Abdou Diallo (2020)
- Rúben Dias (2021, 2023)
- Brahim Díaz (2024)
- Luis Díaz (2022)
- Mariano Díaz (2022)
- Dida (2003, 2005, 2007)
- Diego (2014)
- Eric Dier (2019)
- Raffaele Di Gennaro (2025)
- Virgil van Dijk (2018, 2019, 2022)
- Angelo Di Livio (1996, 1997, 1998)
- Federico Dimarco (2023, 2025)
- Ángel Di María (2014, 2020)
- Éric Di Meco (1993)
- Marco Di Vaio (2003)
- Roberto Donadoni (1993, 1994, 1995)
- Gianluigi Donnarumma (2025)
- Désiré Doué (2025)
- Julian Draxler (2020)
- Bernd Dreher (1999, 2001)
- Didier Drogba (2008, 2012)
- Jerzy Dudek (2005, 2007)
- Miroslav Đukić (2000, 2001)
- Denzel Dumfries (2023, 2025)
- Jean-Philippe Durand (1993)
- Paulo Dybala (2017)
- Anel Dzaka (2002)
- Edin Džeko (2023)

## E
- Emmanuel Eboué (2006)
- Ederson (2021, 2023)
- Edmílson (2006)
- Stefan Effenberg (1999, 2001)
- Giovane Élber (2001)
- Hassan El Fakiri (2004)
- Harvey Elliott (2022)
- Pedro Emanuel (2004)
- Emerson (2021)
- Stefano Eranio (1993, 1995)
- Christian Eriksen (2019)
- Michael Essien (2008, 2012)
- Quique Estebaranz (1994)
- Samuel Eto'o (2006, 2009, 2010)
- Alberigo Evani (1993)
- Jonny Evans (2009)
- Patrice Evra (2004, 2008, 2009, 2011, 2015)
- Jean-Jacques Eydelie (1993)

## F
- Fabián Ruiz (2025)
- Fabinho (2019, 2022)
- Fábio (2011)
- Cesc Fàbregas (2006)
- Francisco Farinós (2000)
- Giuseppe Favalli (2007)
- Rio Ferdinand (2008, 2009, 2011)
- Augusto Fernández (2016)
- Nacho Fernández (2016, 2017, 2018, 2022, 2024)
- Fernandinho (2021)
- Ciro Ferrara (1996, 1997, 2003)
- Paulo Ferreira (2004, 2012)
- Albert Ferrer (1994)
- Jean-Marc Ferreri (1993)
- Luís Figo (2002)
- Thorsten Fink (1999)
- Steve Finnan (2005, 2007)
- Roberto Firmino (2018, 2019, 2022)
- Mathieu Flamini (2006)
- Darren Fletcher (2008, 2011)
- Phil Foden (2021, 2023)
- Daniel Fonseca (1998)
- Juan Foyth (2019)
- Davide Frattesi (2025)
- Niclas Füllkrug (2024)

## G
- Gabi (2014, 2016)
- Roberto Gagliardini (2023)
- Filippo Galli (1994, 1995)
- Eric García (2021)
- Fran García (2024)
- Luis García (2005)
- Óscar García (2000)
- Raúl García (2014)
- Gennaro Gattuso (2003, 2005, 2007)
- Paulo Gazzaniga (2019)
- Gerard (2000)
- Gerardo (2000)
- Geremi (2000)
- Finidi George (1995, 1996)
- Steven Gerrard (2005, 2007)
- Ryan Giggs (1999, 2008, 2009, 2011)
- Alberto Gilardino (2007)
- Billy Gilmour (2021)
- José María Giménez (2016)
- Olivier Giroud (2021)
- Ludovic Giuly (2004, 2006)
- Gaël Givet (2004)
- Serge Gnabry (2020)
- Diego Godín (2014, 2016)
- Ion Andoni Goikoetxea (1994)
- Joe Gomez (2019, 2022)
- Mario Gómez (2010, 2012, 2013)
- Sergio Gómez (2023)
- Kily González (2000, 2001)
- Mark González (2007)
- Leon Goretzka (2020)
- Andreas Görlitz (2010)
- Robin Gosens (2023)
- Raimond van der Gouw (1999)
- Jack Grealish (2023)
- Jonathan Greening (1999)
- Antoine Griezmann (2016)
- Fred Grim (1995, 1996)
- Kevin Großkreutz (2013)
- Josep Guardiola (1994)
- Eiður Guðjohnsen (2009)
- Idrissa Gueye (2020)
- Arda Güler (2024)
- İlkay Gündoğan (2013, 2021, 2023)
- Luiz Gustavo (2013)
- Guti (2002)

## H
- Erling Haaland (2023)
- Achraf Hakimi (2025)
- Sébastien Haller (2024)
- Dietmar Hamann (2005)
- Samir Handanovič (2023)
- Owen Hargreaves (2001, 2008)
- Kai Havertz (2021)
- Eden Hazard (2022)
- Jörg Heinrich (1997)
- Iván Helguera (2000, 2002)
- Thomas Helmer (1999)
- Jordan Henderson (2018, 2019, 2022)
- Thierry Henry (2006, 2009)
- Javier Hernández (2011)
- Lucas Hernández (2016, 2020, 2025)
- Theo Hernández (2018)
- Ander Herrera (2020)
- Heiko Herrlich (1997)
- Fernando Hierro (1998, 2000, 2002)
- Gonzalo Higuaín (2017)
- Aljaksandr Hleb (2006)
- Ron-Thorben Hoffmann (2020)
- Callum Hudson-Odoi (2021)
- Mats Hummels (2013, 2024)
- Sami Hyypiä (2005, 2007)

## I
- Hugo Ibarra (2004)
- Mauro Icardi (2020)
- Mario Ielpo (1994, 1995)
- Adrian Ilie (2000)
- Asier Illarramendi (2014)
- Bodo Illgner (1998, 2000)
- Andrés Iniesta (2006, 2009, 2011, 2015)
- Filippo Inzaghi (1998, 2003, 2007)
- Denis Irwin (1999)
- Isco (2014, 2016, 2017, 2018, 2022)
- Mark Iuliano (1997, 1998, 2003)

## J
- Jaime (1998)
- Reece James (2021)
- Carsten Jancker (1999, 2001)
- Edgaras Jankauskas (2004)
- Marek Jankulovski (2007)
- Jens Jeremies (1999)
- Gabriel Jesus (2021)
- Ronny Johnsen (1999)
- Curtis Jones (2022)
- Albert Joquera (2006)
- Joselu (2024)
- Diogo Jota (2022)
- Jorginho (2021)
- Josemi (2005)
- Juanfran (2014, 2016)
- Vladimir Jugović (1996, 1997)
- Roque Júnior (2003)
- Frank Jurić (2002)

## K
- Kaká (2005, 2007)
- Oliver Kahn (1999, 2001)
- Željko Kalac (2007)
- Kacha Kaladze (2003, 2005, 2007)
- Salomon Kalou (2008, 2012)
- Harry Kane (2019)
- N'Golo Kanté (2021)
- Nwankwo Kanu (1995, 1996)
- Aitor Karanka (2000, 2002)
- Christian Karembeu (1998, 2000)
- Loris Karius (2018)
- Sebastian Kehl (2013)
- Thilo Kehrer (2020)
- Naby Keïta (2022)
- Seydou Keita (2009, 2011)
- Caoimhín Kelleher (2019, 2022)
- Harry Kewell (2005, 2007)
- Sami Khedira (2014, 2017)
- Joshua Kimmich (2020)
- Presnel Kimpembe (2020, 2025)
- Oliver Kirch (2013)
- Ulf Kirsten (2002)
- Ragnar Klavan (2018)
- Thomas Kleine (2002)
- Stefan Klos (1997)
- Miroslav Klose (2010)
- Patrick Kluivert (1995, 1996)
- Gregor Kobel (2024)
- Ronald Koeman (1994)
- Jürgen Kohler (1997)
- Koke (2014, 2016)
- Ibrahima Konaté (2022)
- Mateo Kovačić (2017, 2018, 2021)
- Martin Kree (1997)
- Bojan Krkić (2009, 2011)
- Toni Kroos (2012, 2016, 2017, 2018, 2022, 2024)
- Samuel Kuffour (1999, 2001)
- Dirk Kuijt (2007)
- Layvin Kurzawa (2020)
- Tomasz Kuszczak (2008, 2009, 2011)
- Chvitsja Kvaratschelia (2025)

## L
- Philipp Lahm (2010, 2012, 2013)
- Adam Lallana (2018, 2019)
- Paul Lambert (1997)
- Erik Lamela (2019)
- Frank Lampard (2008, 2012)
- Mitchell Langerak (2013)
- Aymeric Laporte (2021, 2023)
- Henrik Larsson (2006)
- Martin Laursen (2003)
- Lee Kang-in (2025)
- Jens Lehmann (2006)
- Moritz Leitner (2013)
- Mario Lemina (2017)
- Gianluigi Lentini (1993, 1994, 1995)
- Robert Lewandowski (2013, 2020)
- Rico Lewis (2023)
- Stephan Lichtsteiner (2015, 2017)
- Thomas Linke (1999, 2001)
- Jari Litmanen (1995, 1996)
- Bixente Lizarazu (2001)
- Fredrik Ljungberg (2006)
- Fernando Llorente (2015, 2019)
- Hugo Lloris (2019)
- Andrij Loenin (2022, 2024)
- Claudio López (2000)
- Marcel Lotka (2024)
- Diego López (2014)
- Dejan Lovren (2018, 2019)
- Lúcio (2002, 2010)
- Filipe Luís (2014, 2016)
- David Luiz (2012)
- Romelu Lukaku (2023)

## M
- Ian Maatsen (2024)
- Riyad Mahrez (2021, 2023)
- Maicon (2010)
- Claude Makélélé (2002, 2008)
- Paolo Maldini (1993, 1994, 1995, 2003, 2005, 2007)
- Donyell Malen (2024)
- Florent Malouda (2008, 2012)
- Mario Mandžukić (2013, 2017)
- Sadio Mané (2018, 2019, 2022)
- Maniche (2004)
- Marquinhos (2020, 2025)
- Rafael Márquez (2006)
- Javi Martínez (2013, 2020)
- Lautaro Martínez (2023, 2025)
- Marcelo (2014, 2016, 2017, 2018, 2022)
- Claudio Marchisio (2015, 2017)
- McDonald Mariga (2010)
- Josep Martínez (2025)
- Javier Mascherano (2007, 2011, 2015)
- Daniele Massaro (1993, 1994, 1995)
- Juan Mata (2012)
- Marco Materazzi (2010)
- Jérémy Mathieu (2015)
- Joël Matip (2019, 2022)
- Lothar Matthäus (1999)
- David May (1999)
- Senny Mayulu (2025)
- Kylian Mbappé (2020)
- Ibrahim Mbaye (2025)
- Benedict McCarthy (2004)
- Henrich Mchitarjan (2025)
- Steve McManaman (2000, 2002)
- Nuno Mendes (2025)
- Pedro Mendes (2004)
- Gaizka Mendieta (2000, 2001)
- Benjamin Mendy (2021)
- Édouard Mendy (2021)
- Ferland Mendy (2022, 2024)
- Lionel Messi (2009, 2011, 2015)
- Alexander Meyer (2024)
- Simon Mignolet (2018, 2019)
- Predrag Mijatović (1998)
- John Obi Mikel (2008, 2012)
- Éder Militão (2022, 2024)
- Diego Milito (2010)
- Luis Milla (2000)
- James Milner (2018, 2019, 2022)
- Takumi Minamino (2022)
- João Miranda (2014)
- Henrikh Mkhitaryan (2023)
- Luka Modrić (2014, 2016, 2017, 2018, 2022, 2024)
- Andreas Möller (1997)
- Paolo Montero (1997, 1998, 2003)
- Álvaro Morata (2014, 2015, 2017)
- Alberto Moreno (2018, 2019)
- Fernando Morientes (1998, 2000, 2002, 2004)
- Thiago Motta (2006)
- Youssoufa Moukoko (2024)
- Mason Mount (2021)
- Lucas Moura (2019)
- Miguel Ángel Moyà (2016)
- Thomas Müller (2010, 2012, 2013, 2020)
- Marc Muniesa (2009)
- Pedro Munitis (2002)
- Sulley Muntari (2010)
- Kiki Musampa (1996)

## N
- Miguel Ángel Nadal (1994)
- Nani (2008, 2009, 2011)
- Stefano Nava (1993, 1994)
- Keylor Navas (2016, 2017, 2018, 2020)
- Alessandro Nesta (2003, 2005, 2007)
- Neto (2017)
- Manuel Neuer (2012, 2013, 2020)
- Oliver Neuville (2002)
- João Neves (2025)
- Gary Neville (1999)
- Phil Neville (1999)
- Neymar (2015, 2020)
- Saúl Ñíguez (2016)
- Felix Nmecha (2024)
- Shabani Nonda (2004)
- Antonio Núñez (2005)
- Nuno (2004)

## O
- Jan Oblak (2016)
- Massimo Oddo (2007)
- Álvaro Odriozola (2020)
- Angelo Ogbonna (2015)
- Oier Olazábal (2011)
- Oleguer (2006)
- Ivica Olić (2010, 2012)
- Pascal Olmeta (1993)
- André Onana (2023)
- Divock Origi (2019)
- Stefan Ortega (2023)
- John O'Shea (2008, 2009)
- Marc Overmars (1995)
- Michael Owen (2011)
- Alex Oxlade-Chamberlain (2019, 2022)
- Salih Özcan (2024)

## P
- Simone Padoin (2015)
- Michele Padovano (1996)
- Willian Pacho (2025)
- Cole Palmer (2023)
- Andrés Palop (2001)
- Goran Pandev (2010)
- Christian Panucci (1994, 1995, 1998)
- Jean-Pierre Papin (1993)
- Leandro Paredes (2020)
- Park Ji-sung (2009, 2011)
- Thomas Partey (2016)
- Benjamin Pavard (2020, 2025)
- Francisco Pavón (2002)
- Pedro (2009, 2011, 2015)
- Abédi Pelé (1993)
- Mauricio Pellegrino (2000, 2001)
- Jermaine Pennant (2007)
- Pepe (2014, 2016)
- Roberto Pereyra (2015)
- Ivan Perišić (2020)
- Máximo Perrone (2023)
- Robin van Persie (2006)
- Angelo Peruzzi (1996, 1997, 1998)
- Gianluca Pessotto (1996, 1997, 1998, 2003)
- Nils Petersen (2012)
- Kalvin Phillips (2023)
- José Manuel Pinto (2009)
- Gerard Piqué (2009, 2011, 2015)
- Robert Pirès (2006)
- Andrea Pirlo (2003, 2005, 2007, 2015)
- Łukasz Piszczek (2013)
- Claudio Pizarro (2013)
- Miralem Pjanić (2017)
- Diego Placente (2002)
- Jaroslav Plašil (2004)
- Paul Pogba (2015)
- Sergio Porrini (1996, 1997)
- Danijel Pranjić (2010, 2012)
- Dado Pršo (2004)
- Christian Pulisic (2021)
- Carles Puyol (2006, 2009, 2011)

## R
- Rafael (2009)
- Rafinha (middenvelder) (2015)
- Rafinha (verdediger) (2012)
- Ivan Rakitić (2015)
- Carsten Ramelow (2002)
- Gonçalo Ramos (2025)
- Sergio Ramos (2014, 2016, 2017, 2018)
- Michaelangelo Rampulla (1996, 1997, 1998)
- Raúl (1998, 2000, 2002)
- Fabrizio Ravanelli (1996)
- Fernando Redondo (1998, 2000)
- Pepe Reina (2007)
- Michael Reiziger (1995)
- Michael Rensing (2010)
- Marco Reus (2013)
- Stefan Reuter (1997)
- José Antonio Reyes (2006)
- Franck Ribéry (2012, 2013)
- Lars Ricken (1997)
- Sergio Rico (2020)
- Karl-Heinz Riedle (1997)
- John Arne Riise (2005, 2007)
- Frank Rijkaard (1993, 1995)
- Rivaldo (2003)
- Arjen Robben (2010, 2012, 2013)
- Andrew Robertson (2018, 2019, 2022)
- Alain Roche (2000)
- Rodri (2021, 2023)
- Cristian Rodríguez (2014)
- James Rodríguez (2016)
- Jesé Rodríguez (2016)
- Julien Rodríguez (2004)
- Vicente Rodríguez (2001)
- Rodrygo (2022, 2024)
- Flavio Roma (2004)
- Romário (1994)
- Oriol Romeu (2012)
- Ronaldinho (2006)
- Cristiano Ronaldo (2008, 2009, 2014, 2016, 2017, 2018)
- Wayne Rooney (2008, 2009, 2011)
- Danny Rose (2019)
- Sebastiano Rossi (1993, 1994, 1995)
- Jérôme Rothen (2004)
- Antonio Rüdiger (2021, 2024)
- Julian Ryerson (2024)

## S
- Marcel Sabitzer (2024)
- Eusebio Sacristán (1994)
- Matvej Safonov (2025)
- Willy Sagnol (2001)
- Nuri Şahin (2013)
- Mohamed Salah (2018, 2019, 2022)
- Míchel Salgado (2000, 2002)
- Hasan Salihamidžić (1999, 2001)
- Matthias Sammer (1997)
- Walter Samuel (2010)
- César Sánchez (2002)
- Davinson Sánchez (2019)
- Juan Sánchez (2000, 2001)
- Manuel Sanchís (1998, 2000)
- Jadon Sancho (2024)
- Alex Sandro (2017)
- Roque Santa Cruz (2001)
- Felipe Santana (2013)
- Fernando Sanz (1998)
- Edwin van der Sar (1995, 1996, 2008, 2009, 2011)
- Pablo Sarabia (2020)
- Franck Sauzée (1993)
- Stefan Savić (2016)
- Dejan Savićević (1994)
- Sávio (1998, 2000)
- Julian Schieber (2013)
- Nico Schlotterbeck (2024)
- Peter Schmeichel (1999)
- Marcel Schmelzer (2013)
- Bernd Schneider (2002)
- Paul Scholes (2008, 2009, 2011)
- Mehmet Scholl (1999, 2001)
- Arnold Scholten (1996)
- Bastian Schweinsteiger (2010, 2012, 2013)
- Zoltán Sebescen (2002)
- Clarence Seedorf (1995, 1998, 2003, 2005, 2007)
- Philippe Senderos (2006)
- Sergi (1994)
- Paulo Sérgio (2001)
- Serginho (2003, 2005, 2007)
- Ciriaco Sforza (2001)
- Xherdan Shaqiri (2013, 2019)
- Teddy Sheringham (1999)
- Sonny Silooy (1996)
- Bernardo Silva (2021, 2023)
- Gilberto Silva (2006)
- Thiago Silva (2020, 2021)
- Mickaël Silvestre (2008)
- Marco Simone (1994, 1995)
- Moussa Sissoko (2019)
- Andrij Sjevtsjenko (2003, 2005, 2008)
- Milan Škriniar (2023)
- Chris Smalling (2011)
- Vladimír Šmicer (2005)
- Wesley Sneijder (2010)
- Dominic Solanke (2018)
- Santiago Solari (2002)
- Ole Gunnar Solskjær (1999)
- Yann Sommer (2025)
- Son Heung-min (2019)
- José Sosa (2014)
- Paulo Sousa (1996, 1997)
- Sébastien Squillaci (2004)
- Jaap Stam (1999, 2005)
- Dejan Stanković (2010)
- Tom Starke (2013)
- Zack Steffen (2021)
- Raheem Sterling (2021)
- John Stones (2021, 2023)
- Marco Storari (2015)
- Christo Stoitsjkov (1994)
- Giovanni Stroppa (1995)
- Thomas Strunz (1999)
- Stefano Sturaro (2015)
- Daniel Sturridge (2012, 2019)
- Luis Suárez (2015)
- Mario Suárez (2014)
- Neven Subotić (2013)
- Davor Šuker (1998)
- Niklas Süle (2020, 2024)
- Tony Sylva (2004)
- Sylvinho (2006, 2009)

## T
- Alessio Tacchinardi (1997, 1998, 2003)
- Mehdi Taremi (2025)
- Michael Tarnat (1999, 2001)
- Mauro Tassotti (1993, 1994)
- Aurélien Tchouaméni (2024)
- Dimas Teixeira (1998)
- Arnau Tenes (2025)
- John Terry (2008)
- Marc-André ter Stegen (2015)
- Carlos Tévez (2008, 2009, 2015)
- Thiago (2011, 2020, 2022)
- Jean-Christophe Thomas (1993)
- Lilian Thuram (2003)
- Marcus Thuram (2025)
- Tiago (2014, 2016)
- Francesco Toldo (2010)
- Corentin Tolisso (2020)
- Jon Dahl Tomasson (2005)
- Fernando Torres (2012, 2016)
- Ferran Torres (2021)
- Moreno Torricelli (1996, 1998)
- Kolo Touré (2006)
- Yaya Touré (2009)
- Djimi Traoré (2005)
- René Tretschok (1997)
- David Trezeguet (2003)
- Kieran Trippier (2019)
- Konstantinos Tsimikas (2022)
- Igor Tudor (2003)
- Ross Turnbull (2012)
- Anatolij Tymosjtsjoek (2010, 2012, 2013)

## U
- Sven Ulreich (2020)
- Takashi Usami (2012)

## V
- Víctor Valdés (2006, 2009, 2011)
- Antonio Valencia (2011)
- Nuno Valente (2004)
- Federico Valverde (2022, 2024)
- Raphaël Varane (2014, 2017, 2018)
- Lucas Vázquez (2016, 2018, 2022, 2024)
- Marco Verratti (2020)
- Jan Vertonghen (2019)
- Víctor (1998)
- Gianluca Vialli (1996)
- Arturo Vidal (2015)
- Nemanja Vidić (2008, 2009, 2011)
- Pietro Vierchowod (1996)
- Christian Vieri (1997)
- David Villa (2011, 2014)
- Vinícius Júnior (2022, 2024)
- Vitinha (2025)
- Rudi Völler (1993)
- Michel Vorm (2019)
- Peter van Vossen (1995)
- Jurica Vranješ (2002)
- Stefan de Vrij (2023, 2025)

## W
- Kyle Walker (2021, 2023)
- Kyle Walker-Peters (2019)
- Victor Wanyama (2019)
- Kjell Wätjen (2024)
- Roman Weidenfeller (2013)
- Timo Werner (2021)
- Georginio Wijnaldum (2018, 2019)
- Harry Winks (2019)
- Marius Wolf (2024)
- Nordin Wooter (1996)

## X
- Xavi (2006, 2009, 2011, 2015)

## Y
- Dwight Yorke (1999)

## Z
- Zlatko Zahovič (2001)
- Marcelo Zalayeta (2003)
- Nicola Zalewski (2025)
- Gianluca Zambrotta (2003)
- Javier Zanetti (2010)
- Boudewijn Zenden (2007)
- Alexander Zickler (1999, 2001)
- Zinédine Zidane (1997, 1998, 2002)
- Piotr Zieliński (2025)
- Akis Zikos (2004)
- Oleksandr Zintsjenko (2021)
- Joshua Zirkzee (2020)
- Hakim Ziyech (2021)
- Boris Živković (2002)
- Michael Zorc (1997)
- Kurt Zouma (2021)
- Andoni Zubizarreta (1994)